# Stephanie Grisham

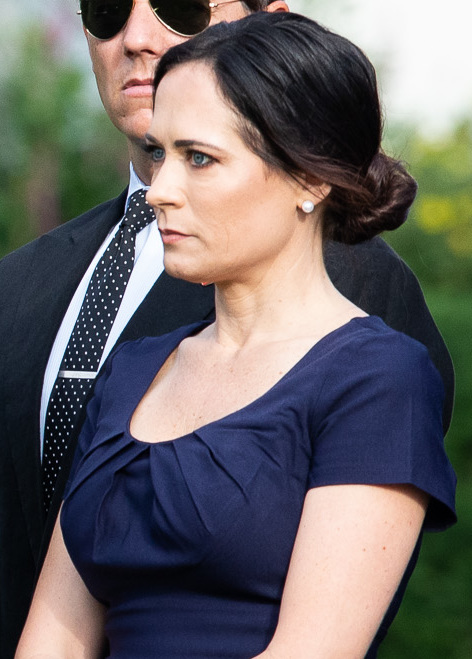
Stephanie Grisham, 2019

Stephanie Grisham (* 23. Juli 1976 in Colorado) ist eine US-amerikanische Politikberaterin und Autorin. Sie war im Presseteam des Weißen Hauses tätig und vom 1. Juli 2019 bis 7. April 2020 die 32. Sprecherin des Weißen Hauses. Stephanie Grisham war die erste Pressesprecherin des Weißen Hauses, die keine einzige Pressekonferenz einberief.

## Leben und Beruf
Stephanie Grisham wuchs in Colorado auf und besuchte die Colorado Mesa University, ohne einen Abschluss zu erlangen. Nach Pressejobs beim Verkehrsclub American Automobile Association und einer Agentur, bei denen sie jeweils wegen falscher Abrechnungen beziehungsweise wörtlicher Plagiate entlassen wurde, kam sie über einen Job für die Schulbehörde in Kontakt mit Tom Horne (R). Als dieser Generalstaatsanwalt wurde, stellte er Grisham als Sprecherin ein. Nach einigen weiteren Jobs in den Presseteams republikanischer Politiker stieß sie 2015 zum Wahlkampfteam von Donald Trump. Nach dessen Wahlsieg gehörte sie zu seinem „Transition Team“, das den Übergang auf die Regierung Trump organisieren sollte. Sie arbeitete als Mitarbeiterin des ersten Trump-Pressesprechers Sean Spicer. Von 2019 bis 2020 war sie neun Monate selbst Press Secretary of the White House und Direktorin für Kommunikation. Sie war die erste White House Press Secretary in der amerikanischen Geschichte, die keine einzige Pressekonferenz abhielt. Stattdessen gab sie konservativen News Outlets exklusive Interviews. Im April 2020 wechselte sie als Chief of Staff zur First Lady Melania Trump. Am 6. Januar 2021 trat sie von ihrem Posten zurück, kurz nach dem Sturm auf das Kapitol durch Trump-Anhänger und der Entscheidung von Melania Trump, dazu nicht Stellung zu beziehen. 2024 schloss sie sich im Vorfeld der US-Präsidentschaftswahl der Kampagne „Republicans for Harris“ an, um die demokratische Kandidatin Kamala Harris zu unterstützen und eine erneute Präsidentschaft Donald Trumps zu verhindern.
Stephanie Grisham war mehrmals verheiratet und hat zwei Kinder.

## Buchveröffentlichung
- I’ll Take Your Questions Now: What I Saw in the Trump White House. Harper, New York, 2021. ISBN 978-0063142930